# Paweł Janas
Paweł Janas (* 4. března 1953, Pabianice) je bývalý polský fotbalista, obránce. S polskou reprezentací získal bronz na mistrovství světa v roce 1982, nastoupil ve všech sedmi utkáních polského týmu na turnaji. Za národní tým nastupoval v letech 1976–1984 a odehrál za něj 53 utkání, v nichž vstřelil jeden gól. Na klubové úrovni hrál za Widzew Łódź (1973–1977), Legii Varšava (1978–1982, 1986–1988) a AJ Auxerre (1982–1986). S Legií dvakrát vyhrál polský pohár (1980, 1981). V roce 1986 byl vyhlášen nejlepším cizincem ve francouzské lize. Po skončení hráčské kariéry se stal úspěšným trenérem, v letech 2003–2006 trénoval polskou reprezentaci a přivedl ji na mistrovství světa v roce 2006 (3. místo v základní skupině, za Německem a Ekvádorem). Legii Varšava přivedl ke dvěma mistrovským titulům (1993/94, 1994/95) a dvěma ziskům polského poháru (1993/94, 1994/95). Čtyřikrát byl vyhlášen polským trenérem roku (1994, 1995, 2004, 2005).